# Francisco Borés
Francisco Borés (Madrid, 1898 — París, 1972) va ser un pintor castellà.
La seva pintura mostra influències del cubisme i denota independència fauve entre la línia i el color. A principis dels anys 20 formà part del grup ultraista i a partir del 1929 s'acostà al superrealisme. Va ser membre de l'Escola de París.